# Ławice
Ławice (niem. Hansdorf) – wieś w Polsce położona w województwie warmińsko-mazurskim, w powiecie iławskim, w gminie Iława. W latach 1975–1998 miejscowość administracyjnie należała do województwa olsztyńskiego.

## Historia
W plebiscycie narodowościowym w Prusach Wschodnich 11 lipca 1920 roku wszystkie 107 głosów oddanych we wsi opowiedziało się za Niemcami.

## Ludzie związani z miejscowością
W Ławicach urodził się Emil Adolf von Behring – bakteriolog niemiecki, uważany za twórcę immunologii, laureat pierwszej Nagrody Nobla w dziedzinie medycyny. Znajduje się tu także jego izba pamięci. 